# La Petite Sirène 2
Pour les articles homonymes, voir La Petite Sirène (homonymie).
Série La Petite Sirène
La Petite Sirène
(1989) Le Secret de la Petite Sirène
(2008)
Pour plus de détails, voir Fiche technique et Distribution.
La Petite Sirène 2 : Retour à l'océan (The Little Mermaid II : Return to the Sea) est le 67e long-métrage d'animation des studios Disney. Sorti directement en vidéo en 2000, il est la suite de La Petite Sirène (1989), inspirée du conte éponyme de Hans Christian Andersen.
Un troisième film, intitulé Le Secret de la Petite Sirène et dont l'action se situe avant le premier film, est également sorti directement en vidéo en août 2008.
Le film débute après les réjouissances entourant la naissance de leur fille Mélodie, Ariel et Éric sont confrontés à la méchante sorcière Morgana, la sœur cadette vengeresse d'Ursula, et cette menace les force à cacher à Mélodie son véritable héritage de sirène. Mais Mélodie, en jeune princesse curieuse de ses origines, défie ses parents, Ariel et Éric, et s'aventure tout de même dans l'océan. Mélodie y fait la connaissance de nouveaux amis mais son rêve de devenir une sirène pendant un jour servira le projet de la méchante sorcière Morgana de contrôler les sept mers. Ariel doit alors réunir les amis de son enfance, Sébastien et Polochon, pour sauver sa fille Mélodie et restaurer l'harmonie familiale.

## Synopsis

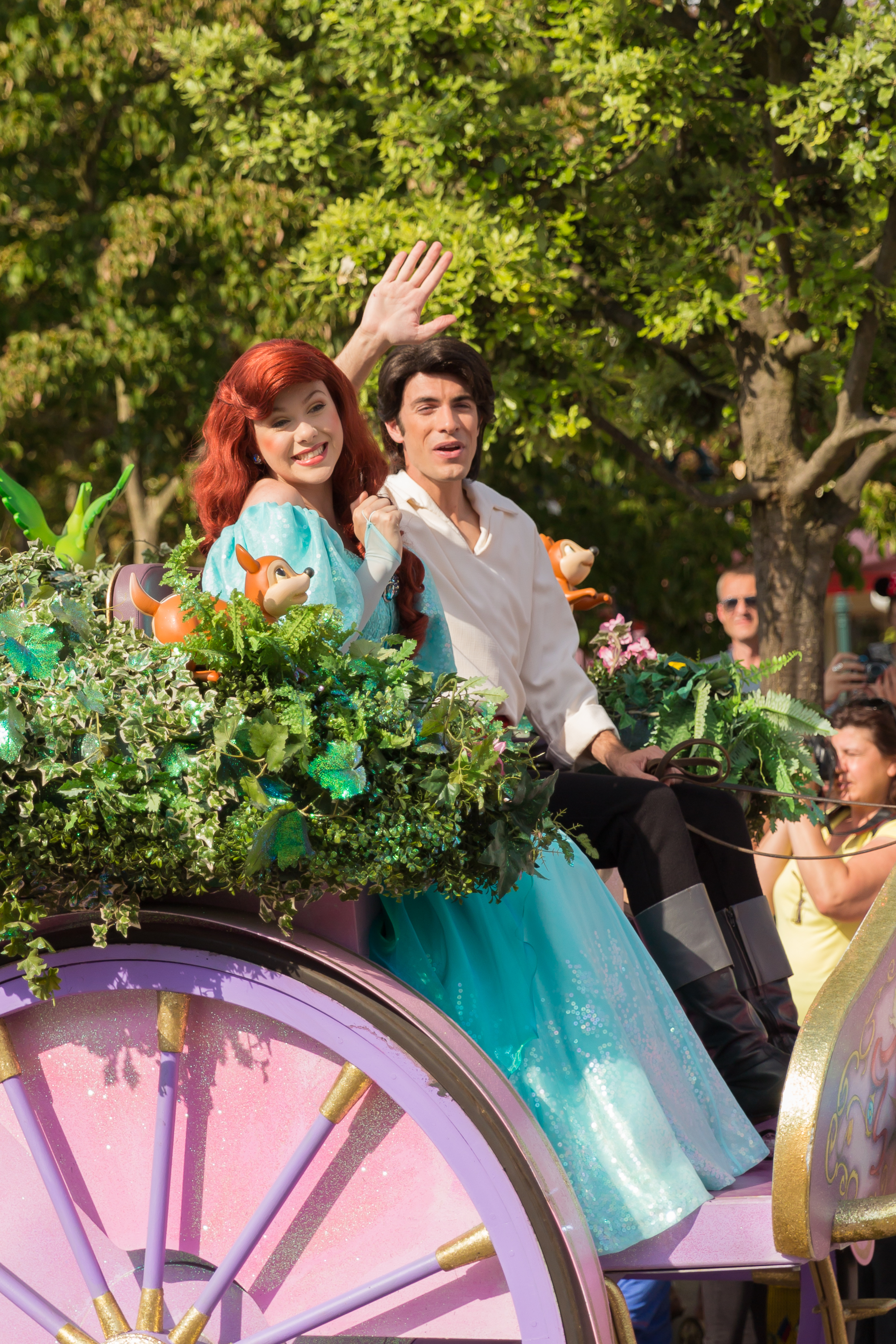
Ariel et son prince Éric lors de la Disney Magic On Parade à Disneyland Paris.

Ariel et Éric célèbrent la naissance de leur fille, Mélodie, sur un navire en mer. Le père d'Ariel, le roi Triton, présente à Mélodie un médaillon magique mais les festivités sont interrompues par la sœur d'Ursula, Morgana, qui menace de laisser son requin tigre, Mordicus, dévorer Mélodie si Triton ne lui donne pas son trident. Morgana annonce ensuite son intention d'utiliser le trident pour venger Ursula et contrôler tout l'océan. Ariel et Éric travaillent ensemble pour déjouer le plan de Morgana, et Triton rétrécit Mordicus à la taille d'un piranha. Morgana s'échappe, échappant aux tentatives des forces du roi Triton de la capturer et jure qu'elle se vengera un jour d'Ariel et de Triton et de venger la mort d'Ursula. Craignant Morgana et se souvenant d'Ursula, Ariel décide que, jusqu'à ce que Morgana soit capturée, ils devront refuser toute connaissance du monde marin et de son héritage à Mélodie afin de la protéger. Triton jette le médaillon dans l'océan, et un mur massif est construit pour séparer le château royal de la mer. Triton assigne Sébastien à surveiller Mélodie.
12 ans plus tard, Mélodie n'est toujours pas au courant de l'héritage des sirènes de sa mère et il lui est interdit d'aller en mer. Cependant, elle s'est faufilée du château régulièrement pour nager, et un jour elle trouve le médaillon. Voyant son nom sur le médaillon, Mélodie interroge sa mère à ce sujet, mais Ariel confronte Mélodie et lui interdit d'aller dans la mer. Frustrée par le refus de sa mère de répondre à ses questions, Mélodie vole un petit bateau et s'éloigne de la maison. Mélodie rencontre Mordicus qui l'amène directement à Morgana. En désespoir de cause, Sébastien dit à Ariel et à Éric que Mélodie est sortie à la mer. Pendant ce temps, Mélodie rencontre Morgana, qui révèle à Mélodie l’existence des sirènes, et utilise les restes de la magie d'Ursula pour transformer Mélodie en sirène. Triton prépare des groupes de recherche et est convaincu par Ariel et Éric d'utiliser son trident pour transformer Ariel en une sirène afin d'aider à la recherche de Mélodie. Ariel cherche Mélodie dans la mer, regrettant de ne pas avoir partagé son héritage avec elle, tandis que Mélodie explore ses nouvelles capacités en tant que sirène, et a le sentiment fort qu'elle était censée faire partie de la mer.
Mélodie rend visite à Morgana pour la remercier, seulement pour que Morgana dise à Mélodie que le sort n'était que temporaire, et qu'elle ne peut rendre le sort permanent que si Mélodie récupère le trident de Triton, dont Morgana prétend qu'il lui a volé. Mélodie décide d'obtenir le trident, et pendant sa recherche, se lie d'amitié avec Tip et Flash, un duo de pingouins et de morses qui la rejoint. Mélodie réussit à voler le trident et retourne à Morgana, mais avant que Mélodie ne puisse remettre le trident à Morgana, Ariel arrive et plaide pour que Mélodie ne donne pas le trident à Morgana. Mélodie refuse d'écouter Ariel, ayant été irritée par la décision d'Ariel de lui avoir menti, et donne le trident à Morgana. Avec le trident en son pouvoir, Morgana révèle ses véritables intentions et piège Mélodie dans une grotte en scellant l'entrée d'une épaisse couche de glace, tout en l'informant que son temps en tant que sirène est sur le point d'expirer. Peu de temps après, le sort de Morgana sur Mélodie s'estompe, ce qui l'amène à redevenir une humaine et à presque se noyer. Tip et Flash parviennent à la libérer et à la traîner sur le rivage.
Morgana utilise la magie du trident pour dominer l'océan, s'élevant à la surface pour se réjouir. Eurêka, Triton, Sébastien et Éric arrivent, et une bataille s'ensuit contre Morgana et ses sbires. Mélodie parvient à attraper le trident et le jette à Triton, qui emprisonne Morgana dans un bloc de glace, qui coule sous l'eau. Mélodie retrouve sa famille, et Triton offre à sa petite-fille le choix de devenir une sirène de façon permanente. Au lieu de cela, Mélodie  utilise le trident pour détruire le mur qui sépare sa maison de la mer, réunissant les humains et les sirènes.

## Fiche technique
- Titre original : The Little Mermaid II: Return to the sea
- Titre français : La Petite Sirène 2 : Retour à l'océan
- Réalisation : Jim Kammerud, assisté de Brian Smith
- Scénario : Elisabeth Anderson et Temple Mathews
  - Direction artistique : Fred Cline (supervision)
- Musique : Danny Troob
- Montage : Ivan Bilancio
- Producteurs exécutifs : David Lovegren et Leslie Hough
- Société de production : Walt Disney Pictures, Walt Disney Télévision Animation
- Société de distribution : Buena Vista Home Entertainment
- Langue : anglais
- Format : Couleurs - 1,66:1 - Dolby Digital
- Durée : 72 min
- Dates de sortie : 
  - États-Unis : 19 septembre 2000
  - France : 27 octobre 2000

Note: La liste des "crédités" au générique étant trop longue pour être citée in extenso ici, nous n'avons repris que les principaux contributeurs.

## Distribution

### Voix originales
- Jodi Benson : Ariel
- Tara Charendoff : Melody (Mélodie)
- Samuel E. Wright : Sebastian (Sébastien)
- Pat Carroll : Morgana
- Buddy Hackett : Scuttle (Eurêka ou Écoutille au Québec)
- Kenneth Mars : King Triton (Le Roi Triton)
- Max Casella : Tip
- Stephen Furst : Dash (Flash)
- Rob Paulsen : Prince Eric (Le Prince Éric)
- Clancy Brown : Undertow (Mordicus ou Requinot au Québec)
- Dee Bradley Baker : Cloak et Dagger (Raie et Moulade ou les Barboues au Québec)
- Cam Clarke : Flounder (Polochon ou Barbotteur au Québec)
- Soon-Tek Oh : Slounder
- Tim Curry : La Alounder
- Rene Auberjonois : Louis
- Kay Kuter : Grimsby (Amédée au Québec)
- Edie McClurg : Carlotta

| - Claire Guyot : Ariel (dialogues) - Marie Galey : Ariel (chants) - Nathalie Fauran : Mélodie - Christophe Peyroux : Sébastien - Henri Salvador : Sébastien (redoublage 2006) - Micheline Dax : Morgana - Gérard Hernandez : Eurêka - Jean Davy : le roi Triton - Bruno Choël : le prince Éric (dialogues) - Gilles Vajou : le prince Éric (chant) - Laurent Gerra : Tip, le pingouin (dialogues) / Flash, le morse (dialogues) - Jean-Claude Donda : Tip (chant) - Renaud Marx : Flash (chant) - Jacques Frantz : Mordicus, le requin - Emmanuel Curtil : Raie et Moulade - Cédric Dumond : Polochon (adulte) - Julien Bouanich : Polochon (enfant) - Marc Alfos : Louis - Jacques Herlin : Grimsby (dialogues) - Patrick Rocca : Grimsby (chant) - Claude Chantal : Carlotta - Donald Reignoux : le cavalier de Mélodie et la vigie - Emmanuel Garijo : le jeune Triton blond - Éric Métayer : l'hippocampe - Marie-Christine Robert : la maman pingouin - Olivier Constantin : le capitaine - Paul Borne, Karine Foviau, Benoît Du Pac, Gabriella Bonavera, Chloé Berthier, Yann Peyroux : voix additionnelles | - Violette Chauveau : Ariel (dialogues) - Nancy Fortin : Ariel (chant) - Geneviève Déry : Mélodie (dialogues) - Élizabeth Blouin-Brathwaite : Mélodie (chant) - Widemir Normil : Sébastien (paroles) - Michel Comeau : Sébastien (chant) - Sophie Faucher : Morgana - Luc Durand : Écoutille - Yves Massicotte : Le Roi Triton - Pierre Auger : Le Prince Éric (dialogues) - Alain Couture : Le Prince Éric (chant) - Manuel Tadros : Tip (dialogues) - Mario Fraser : Tip (chant) - Pierre Verville : Dash (dialogues et chant) - Daniel Lesourd : Requinot - Joël Legendre : Les Barboues - Gilbert Lachance : Barbotteur - Vincent Davy : Louis - Jean Brousseau : Amédée - Arlette Sanders : Carlotta |

 Source et légende : version française (VF) sur RS Doublage et Planète Jeunesse

## Chansons du film
- Sous le soleil et sous l'océan - Ariel, Sébastien, Grimsby, Eric et chœur
- Ce grand moment - Mélodie et Ariel
- Le Titan Tip et le Grand Flash - Tip, Flash et Mélodie
- La Terre et l'Océan - Sébastien, Ariel, Mélodie et chœur

## Sorties vidéo
- 26 octobre 2000 : VHS avec recadrage 1.37 (4/3) et doublage français d'origine
- 26 octobre 2000 : DVD avec format 1.66 respecté (4/3) et doublage français d'origine
- 4 octobre 2006 : DVD avec format 1.66 respecté (4/3) et second doublage français

## Autour du film
L'équipe de comédiens de la version française est la même que celle du second doublage de La Petite Sirène effectué en 1998. Celui-ci ayant été contesté (en particulier à cause de l'éviction d'Henri Salvador dans le rôle de Sébastien), Disney Character Voices France décide de remplacer Christophe Peyroux par Henri Salvador lors de la ressortie de La Petite Sirène 2 en 2006. Néanmoins, les autres voix sont identiques (la cohérence de la distribution vocale entre les deux films reste donc incomplète).
"Someone" de Eiko Matsumoto est la chanson thème de la version japonaise.